# Buchdruck in Venedig
Venedig war seit dem späten 15. Jahrhundert bis gegen Ende des 16. Jahrhunderts das wichtigste Zentrum des europäischen Buchdrucks. Gedruckt wurden liturgische Texte, Werke griechischer und lateinischer Klassiker, religiöse Bücher des Judentums, Musiknoten, Karten und Atlanten sowie naturwissenschaftliche Bücher. Verwendet bzw. neu geschaffen wurden Lettern für lateinische, griechische, aramäische, arabische, kroatische und serbische Texte. Allein aus dem 15. Jahrhundert sind über 4000 Druckerzeugnisse und die Namen von 150 in der Stadt tätigen Druckern bekannt.
Führend war Venedig in der Typographie, der Buchillustration und seit Aldus Manutius auch in der philologischen Qualität der Textausgaben.

## Innovationen

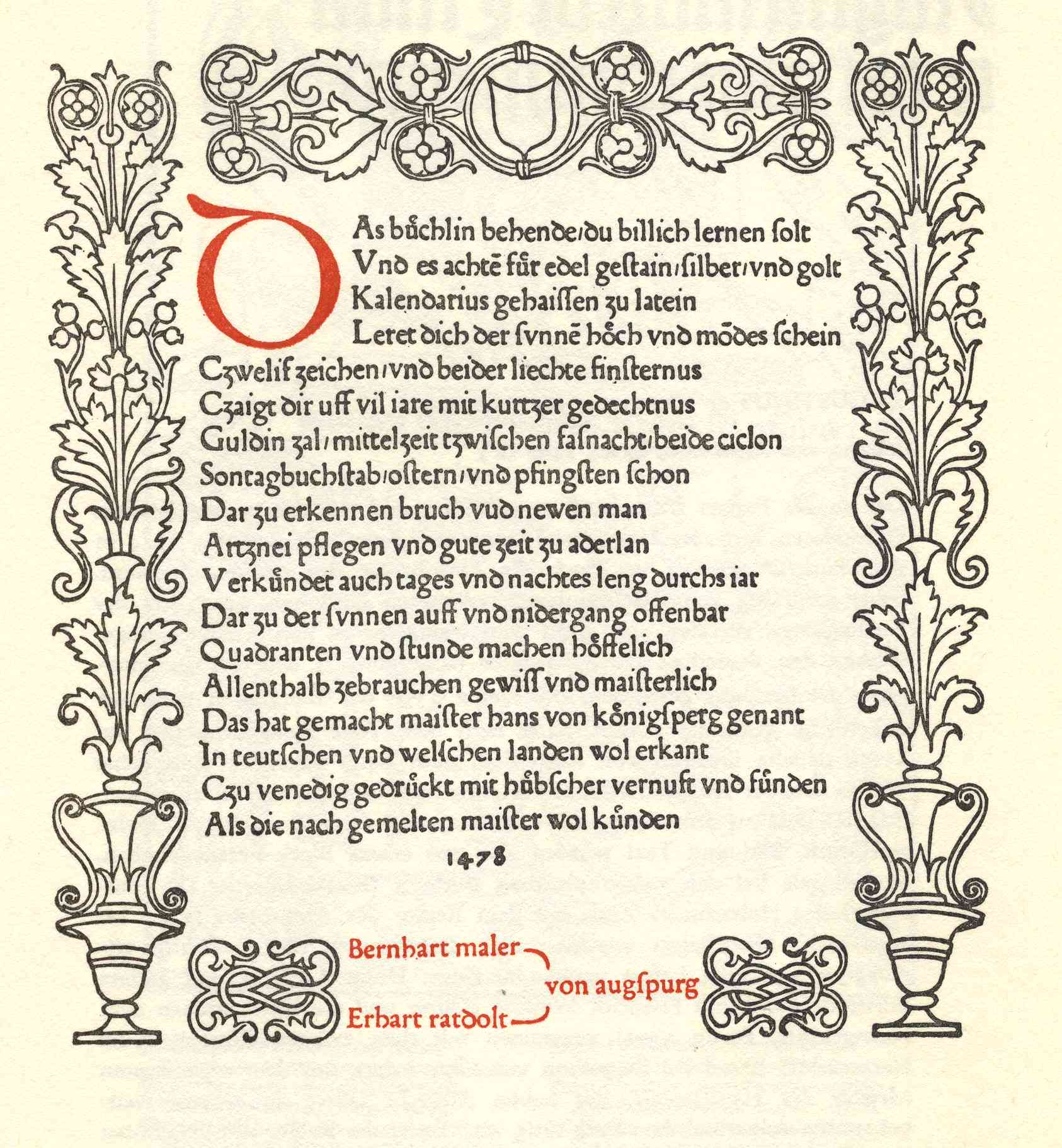
Titelblatt des Astronomischen Kalenders (Ephemeriden) des Regiomontanus von 1476, gedruckt von Erhard Ratdolt in Venedig, Rahmenornamente von Bernhart Maler

Wesentliche Erneuerungen im Buchwesen wurden zum ersten Mal in Venedig erprobt und eingeführt.
Hatten Gutenberg und die frühen deutschen Drucker vor allem mit Frakturschriften gedruckt, so setzte sich im Buchdruck der romanischen Länder die Antiqua als gebräuchliche Schrifttype durch. Zwar waren die ersten Antiqua-Schriften 1467 in Straßburg geschnitten worden, wurden aber durch den Franzosen Nicolas Jenson in Venedig vervollkommnet. Die auf Veranlassung von Aldus Manutius von Francesco Griffo geschnittenen Antiqua-Schriften wurden stilbildend für alle bedeutenden späteren Typographen. Ebenfalls von Griffo geschnitten wurde die nach rechts geneigte Kursive für die neuen Taschenbuchformate der Aldus-Offizin.
Aldus Manutius führte die Interpunktion in den Buchdruck ein.
Die Kustoden, Vorläufer der Seitenzählung, wurden zum ersten Mal in der Tacitus-Ausgabe von 1470 von Arnold Therhoernen, einem in Venedig ansässigen Kölner, in einem gedruckten Buch eingesetzt.
1476 versah der aus Augsburg stammende Drucker Erhard Ratdolt zum ersten Mal ein Buch mit einem Titelblatt, das fast alle Elemente eines modernen Titelblatts – mit Ausnahme des Verfassers – enthält einschließlich einer kurzen Vorrede, die heute ihren Platz auf dem Waschzettel finden dürfte. Das Titelblatt wird durch einen Holzschnittrahmen deutlich von dem folgenden Text abgehoben.
Der Notendruck mit beweglichen Lettern wurde von dem venezianischen Drucker Ottaviano dei Petrucci erfunden.

## Geschichte

### 15. und 16. Jahrhundert
- Luca Antonio Giunta der Ältere (1457–1538)
- Gabriele Giolito de’ Ferrari
- Francesco Griffo, auch Gryffo (1450–1518)
- Nicolas Jenson (um 1420–1480)
- Zacharias Kallierges
- Aldus Manutius (1449–1515)
- Erhard Ratdolt (1447–1527)
- Pietro dei Ravani, auch Petrus Ravanus (1516–1528 in Venedig tätig)
- Franz Renner
- Giovanni Rosso, (1480 – 1519 in Venedig tätig)
- Johannes de Spira, auch Johannes von Speyer († 1480)
- Wendelin von Speyer (1468 – 1477 in Venedig tätig)
- Giovanni Tacuino, auch Giovanni da Tridentino (1492–1541)
- Nikolaos Vlastos, auch Blasto

Die wichtigsten Druckorte für Inkunabeln, die sogenannten Wiegendrucke aus der Frühzeit des europäischen Buchdrucks, waren die deutschen Städte Straßburg mit 491 und Köln mit 434 Exemplaren, an dritter Stelle folgt schon Venedig, das bei 387 von den 607 in Italien gedruckten Inkunabeln als Druckort angegeben ist. Während in Deutschland vor allem Bibeln und andere geistliche Texte gedruckt wurden, zeigte man in Venedig von Anfang an Interesse an der Herausgabe griechischer und römischer Autoren, für die bei den Humanisten der venezianischen Universität Padua eine große Nachfrage bestand.
Die Drucker, die sich bald nach der Erfindung der Druckerpresse und des Drucks mit beweglichen Lettern durch Gutenberg in Venedig ansiedelten, fanden hier günstigste Bedingungen für ihr Gewerbe vor. Noch hatte Venedig seinen Rang als dominierende Handelsnation nicht verloren, wenn es auch allmählich seine politische Bedeutung als lokale Ordnungsmacht an die Osmanen abgeben musste. Nach wie vor bestanden mit den Wirtschaftszentren in Europa enge Netze von Handelswegen und Geschäftskontakten sowie rege diplomatische und kulturelle Beziehungen. Ein Klima wirtschaftlicher und geistiger Freiheit, religiöse Toleranz, die Nähe zu Padua, Zentrum humanistischer Studien, schufen ideale Voraussetzungen für das Aufblühen der Druckkunst und des Verlagswesens.
1469 siedelten sich die Deutschen Johannes und Vendelin de Spira (oder Johannes und Wendelin von Speyer) an, die 1470 das erste Buch in italienischer Sprache druckten, den Canzoniere von Francesco Petrarca. Im gleichen Jahr trat der in der Champagne geborene Franzose Nicolas Jenson in die Werkstatt der Speyrer ein und entwarf verschiedene Serien von Schrifttypen für deren Offizin. Zu Beginn des 16. Jahrhunderts gab es über 100 Drucker und Verleger, und für die nächsten Jahrzehnte war Venedig unbestrittenes Zentrum des Buchdrucks in Europa. Sowohl was die Qualität des Drucks als auch die Schönheit der hier entwickelten Lettern, die Qualität der Texte und die Prinzipien bei der Herausgabe von Texten betraf, wurde Venedig exemplarisch für Europa.

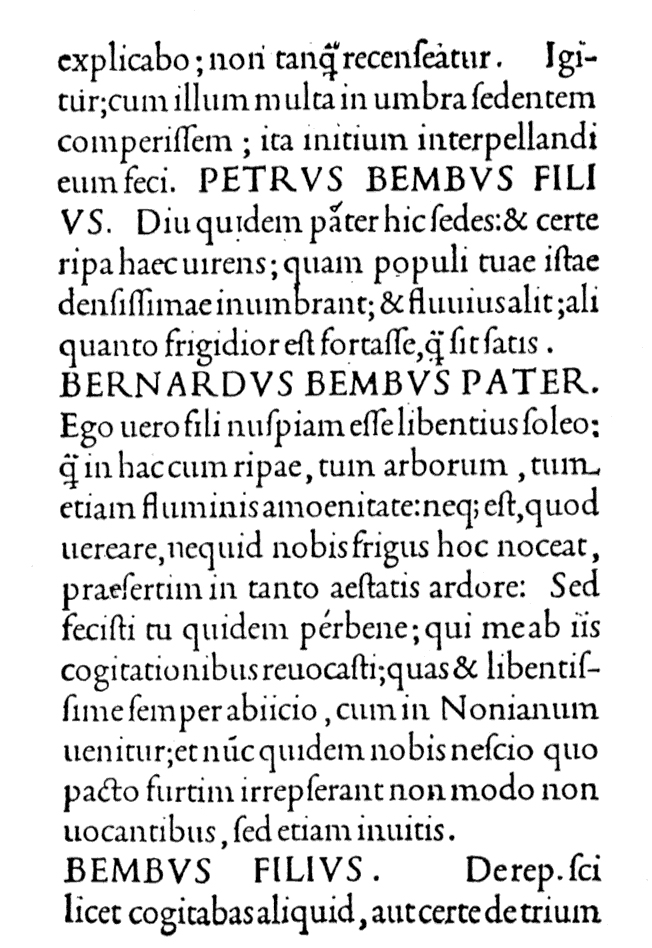
Seite aus Pietro Bembos De Aetna, gedruckt bei 1495 bei Aldus Manutius

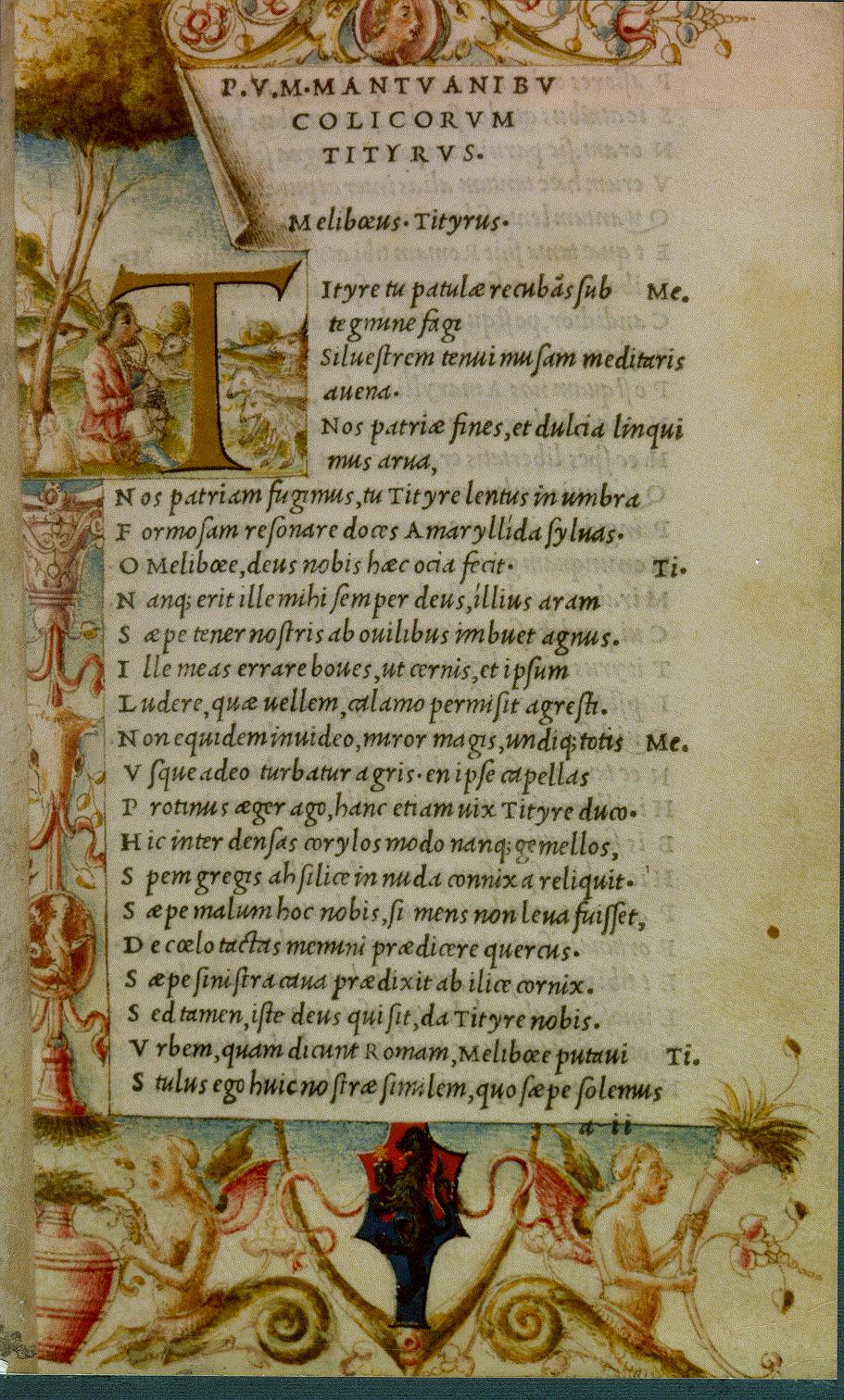
Virgil-Ausgabe aus der Offizin des Aldus Manutius, 1501

1489 kam der Humanist und Buchdrucker Aldus Manutius nach Venedig, ein für die Druckkunst Venedigs denkwürdiges Datum. Aldus revolutionierte mit seiner Offizin den Buchdruck.
Zu diesem Zeitpunkt hatte sich zwar die Produktion von Büchern vervielfacht, allerdings waren die Texte durch mangelnde Sorgfalt und Unkenntnis der ungebildeten Drucker, die die fremdsprachlichen Texte nicht verstehen konnten, voller Fehler und Ungereimtheiten. Dazu wurden die alten Fehler in den Handschriften immer wieder reproduziert. Die Freiheit des neuen Buchgewerbes von Beschränkungen durch Zünfte brachte als Kehrseite scharfe Konkurrenz, unlautere Praktiken, Streitereien und Unsicherheit mit sich. Darunter litt die Qualität der Bücher und das gebildete und zahlungskräftige Publikum war enttäuscht, der Absatz der auf den Markt strömenden Drucke kam schon seit 1472/73 ins Stocken.
Aus der Offizin des Aldus Manutius kamen die ersten textkritisch durchgesehenen Ausgaben. Als ausgebildeter Humanist und Philologe verglich er die vorliegenden Handschriften griechischer und römischer Autoren, korrigierte Fehler und konnte somit Ausgaben von bisher unbekannter Qualität und Genauigkeit herausbringen. Anstatt in üblichen kleinen Auflagen von höchstens 500 Stück kamen seine Bücher in Auflagen von bis zu 1000 Stück heraus. Aldus ließ für seine Drucke Stempel von renommierten Künstlern schneiden, so von dem Bologneser Stempelschneider Francesco Griffo, von dem die erste Schräg-Antiqua stammte, die Aldus in seinen Aldinen verwendete. Die raumsparende Kursive eignete sich besonders für den Druck kleinformatiger Bücher, den nach Aldus benannten Aldinen, die wegen ihrer hervorragenden Druckqualität, der Genauigkeit der Texte und der Handlichkeit der in Leder gebundenen Bände ein großer Verkaufserfolg wurden. Sie sind Spitzenerzeugnisse der venezianischen Druckkunst und sind noch heute von Sammlern und Bibliophilen begehrt.

#### Musikalien, Notendruck
Das übliche Verfahren der Zeit für den Notendruck war der Holzschnitt. Bücher mit Noten waren fast ausschließlich liturgische Bücher wie Messbücher und Gradualbücher.
- Lucantonio Giunta
- Johann Hamman von Landau (aktiv 1483–1509)
- Ottaviano Petrucci (1466–1539),
- Petrus Rabanus, auch Pietro dei Ravani (1516–1528 in Venedig tätig)
- Ottaviano Scotto (* um 1444; † um 1499)
- Johann Emerich von Speier (aktiv 1487–1500)
- Antonio (1538–1569) und Angelo Gardano (1540–1611), Musikverleger

Beide erforderten einen hohen Aufwand, der zunächst von vielen Druckern umgangen wurde, indem sie zwar die Notenlinien, Rubriken, teils auch Noten in diversen Arbeitsgängen druckten, aber möglichst viel Raum für handschriftliche Eintragungen ließen. Der erste Notendruck in Venedig war ein Graduale von 1482 aus der Offizin Ottaviano Scottos. In der Folge waren die venezianischen Notendruckereien derart erfolgreich, dass Venedig für Jahrzehnte Zentrum für Musikalien wurde. Von 80 erhaltenen Missalen (Inkunabeln) Italiens kommen allein 50 aus Venedig, wobei auf die deutschen Drucker Hamman von Landau und Emerich von Speier allein 35 entfallen.
Abnehmer fanden die Bücher in ganz Italien, aber auch in Frankreich, Spanien, England oder Ungarn. Von 1482 bis 1509 war der aus Landau stammende Hamman in Venedig als Drucker tätig. Von 85 aus seiner Offizin stammenden Drucken waren 51
mit Noten, bzw. mit Notenlinien zum handschriftlichen Eintragen der Noten versehene Drucke. Fast alle waren Messbücher oder andere liturgische Bücher für den lateinischen Ritus.
1498 wurde dem aus Umbrien stammenden Ottaviano Petrucci  von der
Signoria für 20 Jahre das Privileg für den Druck von Noten verliehen. Petrucci gilt als der erste Musikverleger Venedigs. Seine Erfindung des Notendrucks mit beweglichen Lettern revolutionierte den Notendruck und brachte ihm auch wirtschaftlich großen Erfolg. Um 1501 veröffentlichte er unter dem Titel Harmonice Musices Odhecaton seinen ersten Notendruck, Partituren von Canzonen bekannter Komponisten im mehrstimmigen Satz. Zwei weitere Bände erschienen in rascher Folge. Da Petrucci wie alle Verleger der Zeit auf eigene Rechnung handelte und durch das strenge Druckprivileg Venedigs geschützt war, fiel der Gewinn vollständig an ihn, ohne Anteile für die Komponisten, deren Namen nicht genannt wurden.

#### Karten und Atlanten
Die Drucker Venedigs konnten in der Kartographie auf eine reiche Tradition der Herstellung und Perfektionierung von Portolankarten und den so genannten Isolarien aufbauen. Die ersten gedruckten Karten Venedigs entsprachen denn auch den handgefertigten Portolankarten.
- Benedetto Bordone (1460–1531),
- Gian Francesco Camoccio,
- die Giunti
- Paolo Forlan
- Giacomo Gastaldi († 1566),
- Bartolomeo dalle Sonetti,
- Giovan Battista Ramusio 1485–1557

Obwohl Venedig seine Vormachtstellung als Seefahrer- und Handelsnation im Zeitalter der Entdeckungen allmählich einbüßte, behauptete es auf dem Gebiet der Kartographie weiterhin seine Stellung und trug auf seine Weise bei zur europäischen Expansion nach Amerika und Asien.
Anders als Spanien und Portugal, die ihre Karten nur zum Gebrauch durch die eigene Flotte herausgaben und nach Rückkehr der Schiffe wieder wegschlossen, erkannte Venedig, das auf genaue Seekarten für den reibungslosen Ablauf des Handels angewiesen war, schon früh im Handel mit Karten ein lohnendes Geschäft. Venezianische Portolankarten wurden von allen Seefahrernationen benutzt. 1528 war eine Weltkarte herausgekommen, eingebunden in Benedetto Bordones Isolario, auf der bereits die jüngsten Entdeckungen – Süd- und Nordamerika, die Trennung von Amerika und Asien durch den Ozean – berücksichtigt waren, die Antarktis und der asiatische Kontinent, Indien und Afrika aber noch den alten Mappae mundi entsprechen. Bordones Isolario von 1547 (gedruckt bei Aldus) enthält neben einer Weltkarte den ersten bekannten Bericht über Pizarros Eroberung von Peru sowie 12 Karten über Amerika, darunter einen Stadtplan von Temistitan, dem heutigen Mexiko-Stadt und eine Karte von Japan, genannt Ciampagu.
Die neuen Druckverfahren, Steigerung der Auflagen durch den Kupferstich, gaben dem Handel mit Karten und Atlanten neue Impulse. Im 16. Jahrhundert dominierte Venedig die Kartenproduktion in Italien, einziger Konkurrent von Bedeutung war die Offizin von Lafreri in Rom. Die zwischen 1559 und 1561 erschienenen Karten von Asien aus der Druckerei Gastaldi waren Ausgangsmaterial noch für Kartographen wie Abraham Ortelius und bis ins 18. Jahrhundert Frederik de Wit.

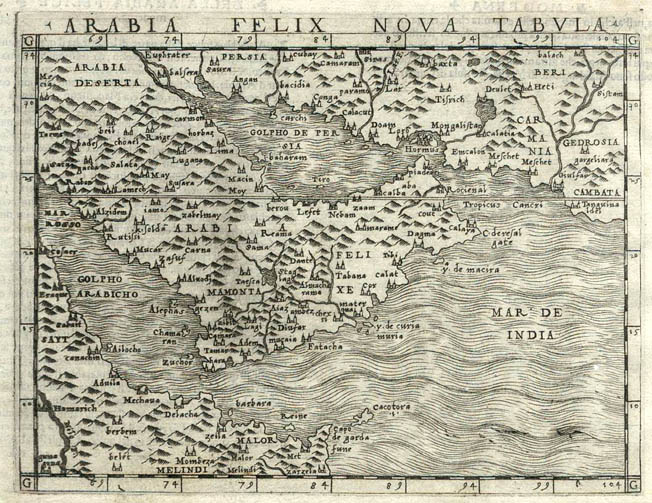
Arabia felix; Karte von Giacomo Gastaldi, Venedig 1548

Seine führende Stellung in der Kartographie verdankte Venedig nicht zuletzt dem Sekretär des Rates der Zehn, Giovan Battista Ramusio, bei dem alle die Seefahrt betreffenden Informationen zusammenliefen. Zwischen 1550 und 1559 erschien bei Giunti sein dreibändiges Werk Delle navigatione et viaggi, eine Fundgrube zeitgenössischer Reisebeschreibungen, darunter eine Version von Marco Polos Bericht Il Milione sowie die Cosmographia dell' Africa des Leo Africanus.
1564 druckte Marc Antonio Giustinian eine Weltkarte mit arabischer Beschriftung. Dass es Interessenten für venezianische Karten im Osmanischen Reich gab, ist z. B. durch eine Reise von drei Söhnen Suleimans des Prächtigen nach Venedig zu ebendiesem Zweck belegt. 1794 wurden in den Archiven des Rates der Zehn sechs hölzerne Druckstöcke gefunden, die zusammengesetzt eine herzförmige Weltkarte ergaben und die in türkischer Sprache beschriftet war. Anlage und Inhalt der Karte lassen darauf schließen, dass dem Zeichner der Karte das Wissen des Ramusio zur Verfügung stand. Die Forschung vermutet, dass es sich hier um die verschollene Weltkarte des Hajji Ahmed handelt.
Gegen Ende des Jahrhunderts verlor Venedig seine Position in der Kartographie an die Niederlande.

### 17. bis 19. Jahrhundert
Mit dem Verlust von Venedigs wirtschaftlicher und politischer Bedeutung beschleunigte sich auch der Niedergang des Buchdrucks und des Buchhandels. Die Verschärfung der Buchzensur von Seiten der Kurie – der römische Index war 1595 eingeführt worden – lähmte den Buchhandel. Viele Drucker schlossen ihre Betriebe oder wanderten ab. Trotzdem gab es Ende des 17. Jahrhunderts immer noch 27 Druckereien und 70 Buchhandlungen, womit Venedig seine Spitzenstellung als Stadt des Buchhandels in Italien behaupten konnte.
Die zunehmende Bedeutung der Nationalsprachen als Sprachen von Wissenschaft und Kultur in Europa – Latein war nicht länger die Lingua Franca der gebildeten Welt – führte im beginnenden 17. Jahrhundert zur Bildung nationaler Buchmärkte, die die lokalen Märkte bedienten und in Venedig zu wirtschaftlichen Verlusten führten.
Bedeutendster italienischer Typograph der Zeit war Giambattista Bodoni, der Leiter der königlichen Druckerei in Parma. Seine Klassikerausgaben zeichnen sich durch eine elegante Typographie, Sorgfalt im Layout und Schönheit von Bordürenschmuck und Illustrationen aus. Auch der Buchdruck in Venedig erholte sich, wenn er auch nicht mehr an seine glanzvolle Vergangenheit anknüpften konnte. Immerhin gab es 1753 wieder 94 Druckereien in Venedig, darunter die renommierten Verlage Pasquali, Antonio Zatta und Albrizzi. Albrizzi verlegte illustrierter Bücher, die von bedeutenden Künstlern der Zeit illustriert worden sind. 1745 gab er eine monumentale zweibändige Ausgabe des italienischen Bestsellers Das befreite Jerusalem von Torquato Tasso heraus, mit Stichen und Bordürenschmuck des venezianischen Malers Giovanni Battista Piazzetta. Antonio Zatta war spezialisiert auf den Druck von Karten und Atlanten, und Giambattista Pasquali gab zwischen 1788 und 1795 die erste, noch heute maßgebliche Gesamtausgabe in 44 Bänden von Goldonis Theaterstücken heraus.
Mit Beginn des 18. Jahrhunderts entwickelte sich Venedig zu einem lebendigen Verlagsort für Zeitungen und Zeitschriften, die das Gedankengut der europäischen Aufklärung verbreiteten. 1710 wurde die Repubblica di Venezia nach dem Vorbild des einflussreichen Giornale dei letterati d’Italia gegründet. Hauptautoren waren Antonio Vallisnieri, der Dichter Scipione Maffei und der Gelehrte Apostolo Zeno. Behandelt wurden neben literarischen und ästhetischen Fragen auch juristische, theologische und naturwissenschaftliche Themen. Andere wichtige venezianische Zeitschrift jener Jahre war L’Europa Letteraria von Domenico Caminer, Il Giornale Enciclopedico und Il Giornale letterario d’Europa.
1763 gründete Medoro Ambrogio Rossi die Biblioteca moderna, die Berichte über neue Bücher und literarische Nachrichten veröffentlichte. Einen Namen machte sich der Drucker üppig illustrierter Bücher Antonio Graziosi auch als Verleger von Zeitschriften und Zeitungen. 1796 gründete er die Notizie del Mondo, in der bedeutende Autoren und Literaten der Zeit publizierten. Diese Zeitschrift wurde auch während der österreichischen Besatzung gedruckt und stellte erst 1814 ihr Erscheinen ein.
Die Ankunft Napoleons auf dem Markusplatz bedeutete das Ende der Serenissima. Die anschließende Oberherrschaft der Österreicher hieß für die Drucker und Verleger Kontrolle nach dem System Metternich, d. h. Verlust ihrer Freiheit und Unabhängigkeit und schließlich das Ende ihrer wirtschaftlichen Existenz.

## Typographie und Typographen
Im 15. und 16. war Venedig ein Zentrum der Typographie. Gedruckt wurden nicht nur mit Antiqua- oder gelegentlich Frakur-Typen, neu geschaffen wurden vielmehr Schrifttypen für griechische und neugriechische Texte, für Hebräisch, Arabisch, Armenisch, Serbisch (Kyrillisch) und Kroatisch. In der Regel stellte jede Offizin ihre eigenen Typen her.

### Antiqua und Fraktur
Die übliche Typographie der frühen Drucker orientierte sich an den mittelalterlichen Handschriften, die Vorlage für ihre Bücher waren. Da die in alle Länder Europas ausschwärmenden Drucker aus Deutschland kamen und ihr gewohntes Handwerksmaterial mitführten, wurden Inkunabeln auch in Italien und Frankreich zunächst mit Frakturschriften gedruckt.

Aldus war nicht nur humanistischer Gelehrter und einer der herausragenden Verleger seiner Zeit, er perfektionierte auch die Materialien und Drucktypen seiner Offizin. Der Bologneser Stempelschneider Francesco da Bologna, genannt Griffo, schuf für ihn eine neue Antiqua, die mehrmals verfeinert und schnell nachgeahmt wurde, sowie die erste Kursive der Druckgeschichte. Als Vorlage diente die venezianische Kanzleischrift.

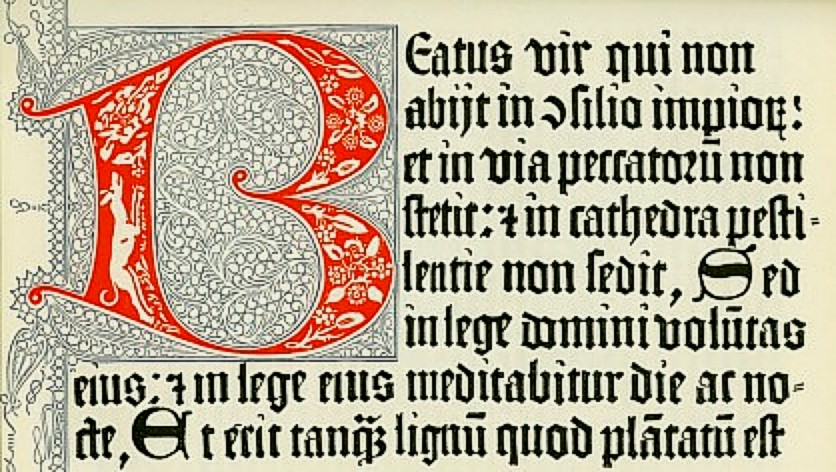
Mainzer Psalter; Fraktur, Gedruckt von Peter Fust in Mainz, 1457
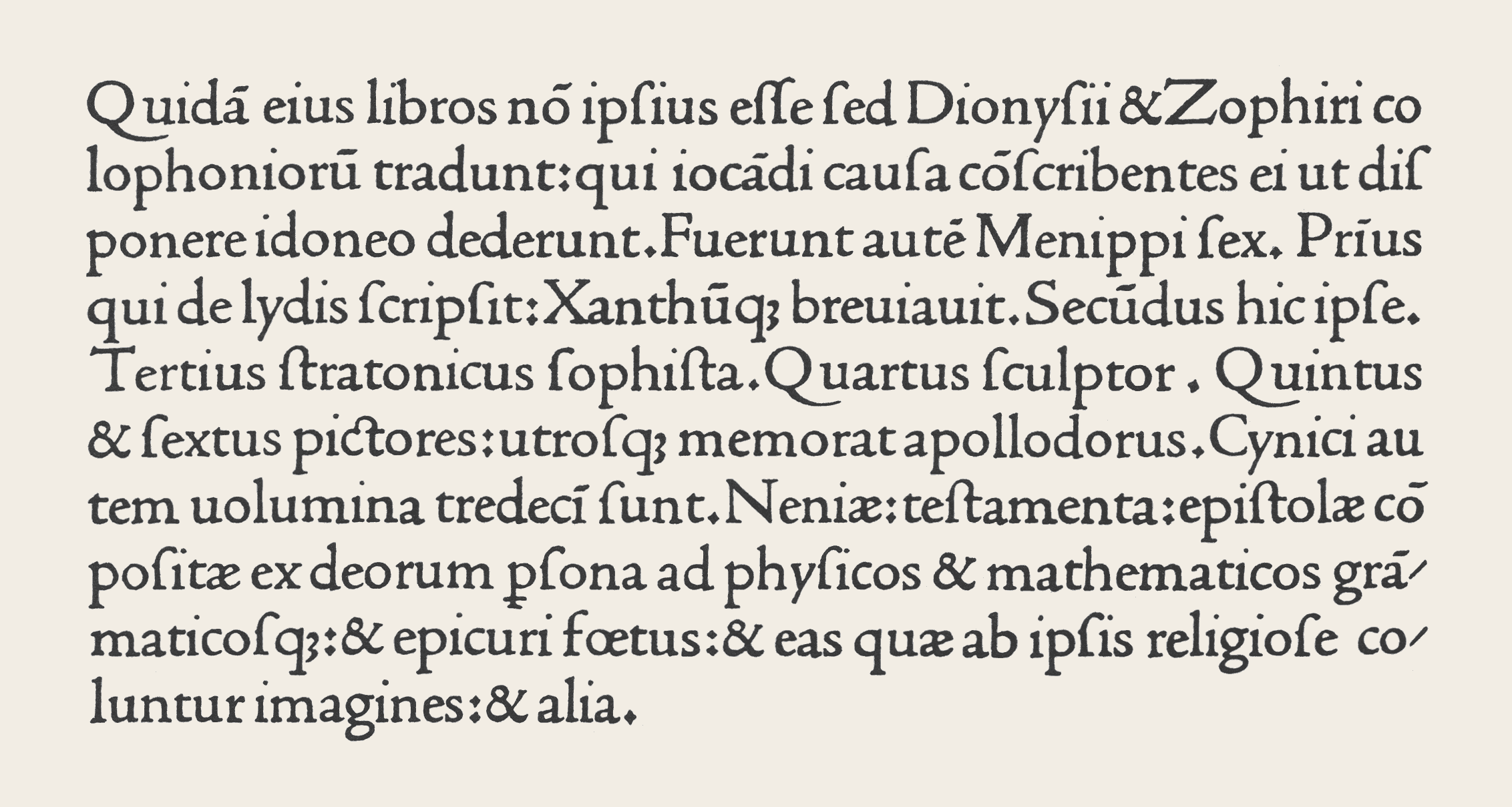
Schriftprobe aus Laertius Latinus; Antiqua Gedruckt von Jenson, Subiaco 1475
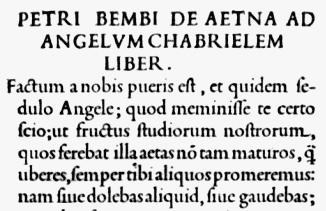
Bembos „de Aetna“'. Antiqua von Francesco Griffo, gedruckt 1495 bei Aldus Manutius in Venedig
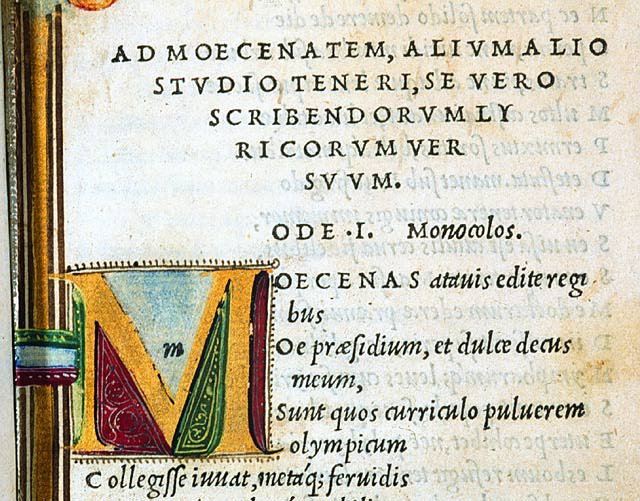
Horaz-Ausgabe, Antiqua und Kursive von Francesco Griffo, gedruckt 1501 bei Aldus Manutius in Venedig

### Arabisch
Einige venezianische Druckereien waren in der Lage, Bücher in arabischer Schrift zu drucken. In den Holzschnittillustrationen von Aldus' Hypnerotomachia Poliphili tauchen vereinzelt arabische Schrifttypen auf. Insgesamt schienen jedoch die Schwierigkeiten bei der Herstellung arabischer Typen für das Drucken arabischer Literatur hinderlich. 1514 wurde ein arabisches Buch mit dem Titel Kitab salat as-sawa'i im Auftrag von Papst Julius II. von dem Venezianer Gregorius de Gregorii in Fano gedruckt, wahrscheinlich das erste arabische Buch, das vollständig mit beweglichen Lettern hergestellt war. 1537/38 wurde in Venedig der erste Koran mit beweglichen Lettern gedruckt. Er war für den Export in die osmanischen Länder geplant, war jedoch ein geschäftlicher Misserfolg, und das Experiment wurde in den nächsten 100 Jahren nicht wiederholt.
Übersetzungen aus dem Arabischen druckten Radolt, Melchior Sessa und die Gregorii, darunter für die Wissenschafts- und Kulturgeschichte Europas bedeutende astronomisch-astrologische Werke.

### Armenisch
1511 gründete der Armenier Hakob Meghapart in Venedig eine Druckerei. Er brachte 1512 das erste in armenischer Schrift gedruckte Buch heraus, es folgte eine Reihe von Schriften in armenischer Sprache. Das bekannteste unter ihnen ist Urbatagirk, eine Sammlung von Legenden und Geschichten.
Venedig ist noch heute ein Zentrum armenischer Kultur. Die auf San Lazzaro ansässigen Mönche des Ordens der Mechitaristen geben seit dem 18. Jahrhundert Zeitschriften zur armenischen Kultur heraus und pflegen eine Bibliothek für die armenische Kultur. Die umfangreiche Bibliothek enthält rund 4.000 Manuskripte in armenischer Sprache, die vereinzelt von den Mönchen übersetzt und in Druck gegeben werden.

### Glagolitisch
Für die an die Adria grenzenden slawischen Länder war Italien das Land, über das die Kunst des Buchdrucks nach Südosteuropa gelangte. Drei Viertel der im heutigen Jugoslawien aufbewahrten Inkunabeln sind in Venedig gedruckt worden.
Die ersten in kroatischer Sprache und mit glagolitischen Lettern gedruckten Bücher stammen aus den Werkstätten Venedigs: ein Missale von 1493 und ein Evangelistar von 1495.

### Griechisch
In der Frühzeit des Buchdrucks wurden griechische Texte eher selten produziert. Die meisten griechischen Bücher des 15. und 16. Jahrhunderts wurden in Italien gedruckt, und hier vor allem in Venedig. Griechische Lettern benötigte man vor allem für die Zitate griechischer Klassiker in lateinischen Texten. In der Typographie orientierte sich dabei jede Offizin an den vorliegenden Handschriften, die Typen wurden in der Regel von Leuten geschnitten, die nicht Griechisch lesen konnten.
Aldus Manutius, aus dessen Offizin viele Drucke griechischer Klassiker stammen, fand in Venedig für sein Vorhaben, nur sorgfältige und von sachkundigen Humanisten durchgesehene Klassikerausgaben zu veröffentlichen, beste Bedingungen. Er konnte hier auf die Bibliothek Bessarions mit allein 482 griechischen Handschriften zurückgreifen, allerdings waren auch seine Lettern durch die große Anzahl von Ligaturen und die Orientierung an der griechischen Schreibschrift nicht leicht zu lesen.
Gegen Ende des 15. Jahrhunderts – die Daten variieren erheblich zwischen 1470 und 1493 – gründete der aus Kreta stammende Nikolaos Vlastos zusammen mit dem Kreter Zacharias Kallierges die erste griechische Druckpresse in Venedig. Vlasto ließ neue Lettern von dem Kreter Stempelschneider Antonios Danilos schneiden. Aus ihrer Offizin stammt eine kleine Anzahl von griechischen und ins Lateinische übersetzten philosophischen Texte. 1499 veröffentlichten sie ein griechisches Wörterbuch im Folioformat, das Etymologicum magnum mit 233 Blättern, das sich durch seine hohe typographische Qualität auszeichnet und das Aldus in seinen Katalogen zum Verkauf anbot. Calliergis' Luxusausgaben wurden auf Pergament und mit Initialen und Ornamenten in Rot gedruckt, ein kostspieliges, zeitaufwändiges, technisch äußerst anspruchsvolles und daher nur von wenigen Werkstätten praktiziertes Verfahren.

### Hebräisch
- Daniel Bomberg, († 1549)
- Marc Antonio Giustinian, († 1571)
- Alvise († 1575) und Giovanni Bragadin[8]
- Guillaume Le Bé (1525–1598)
- Mateo u. Daniel Zanetti, (in Venedig tätig 1593–1596)
- Giovanni di Gara, († 1609)
- Giovanni Griffo

Die ersten Bücher in hebräischer Sprache wurden in Italien gedruckt. Bekannt sind noch insgesamt 140 Inkunabeln aus ca. 40 verschiedenen Druckpressen in Italien, Spanien, Portugal und der Türkei. Das erste mit hebräischen Lettern gedruckte Buch überhaupt ist der 1475 in Reggio Calabria herausgebrachte Kommentar Raschis zum Pentateuch. Die Buchproduktion im 15. Jahrhundert verteilte sich auf eine Reihe von kleineren Offizinen. Die bedeutendsten und umtriebigsten Drucker waren die Angehörigen der aus Speyer stammenden Soncino-Familie. Um die Jahrhundertwende hatten die Soncino praktisch ein Monopol für den Druck hebräischer Bücher in Italien.

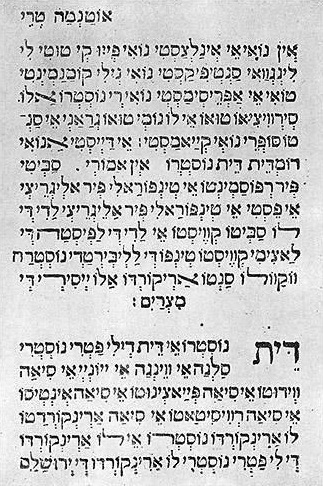
Hebräischer Schriftsatz von Daniel Bomberg

Das änderte sich mit der Ankunft Daniel Bombergs in Venedig. Zwischen 1516 und 1546 gab der christliche Drucker und Verleger systematisch wesentliche Texte des Judentums heraus, und zwar in einer bis dahin unerreichten Eleganz und Perfektion der Typografie und Genauigkeit der Texte. Bombergs Drucktypen waren von besonderer Schönheit und Präzision und wurden europaweit von anderen Offizinen gekauft. 6 komplette Schriftsätze hatte er von dem französischen Stempelschneider Guillaume Le Bé anfertigen lassen. Bomberg beschäftigte eine Reihe hervorragender jüdischer Gelehrter, die für die Qualität der Texte bürgten. 1520–1522 brachte Bomberg die erste vollständige Druckausgabe des Talmud in zwölf Bänden mit dem Kommentar von Raschi heraus, von dem die Serenissima ein Exemplar als Geschenk an den englischen König Heinrich VIII. schickte. Die Gliederung des Textes und die Seitenzählung, die von Bomberg eingeführt wurden, sind für alle späteren Talmudausgaben maßgeblich geworden. Es folgte eine Ausgabe der Tosefta, 1524/25 die sogenannte Rabbinerbibel (Mikra'ot Gedolot) und hinzu kamen philosophische Werke, Grammatiken und Bücher über Rituale nach griechischem und spanischem Ritus.
Genutzt wurden sowohl die in Deutschland verwendeten hebräischen Quadrattypen als auch in Kursive und Semikursive geschnittene. Die in Venedig und dem übrigen Italien geschaffenen Typen wurden von Druckern in ganz Europa übernommen.
Mitte des 16. Jahrhunderts erwuchsen Bomberg durch die Gründung von Druckereien durch die Venezianer Marc Antonio Giustinian und Alvise Bragadin mächtige Konkurrenten. Als erstes hebräische Buch Bragadins erschien 1550 die Mischne Tora des Maimonides mit einem Kommentar von Meir Katzenellenbogen.
Im Laufe ihrer Konkurrenzkämpfe erbat Giustinian fatalerweise Unterstützung vom Heiligen Stuhl in Rom. Daraufhin ordnete die Kurie 1553 die Konfiszierung und Verbrennung des Talmuds und jüdischer Schriften überhaupt an. In ganz Italien wurden hebräische Handschriften, Inkunabeln und andere Druckerzeugnisse vernichtet. Gehorsam und in ungewohnter Eile folgte auch die Serenissima der Anordnung des Papstes. Die geringe Anzahl hebräischer Frühdrucke in Italien vor 1553 ist auf diese Bücherverbrennung zurückzuführen. Zwar wurde das Verdikt des Papstes 1563 aufgehoben, hebräische Bücher wurden wieder in Venedig gedruckt, jedoch konnten sich weder Handel noch Produktion vollständig erholen.